# Канал (Моркинський район)
Кана́л (рос. Канал, марій. Канал) — селище у складі Моркинського району Марій Ел, Росія. Входить до складу Моркинського міського поселення.

## Населення
Населення — 69 осіб (2010; 113 у 2002).
Національний склад (станом на 2002 рік):
- марійці — 86 %